# Anna Rosmus

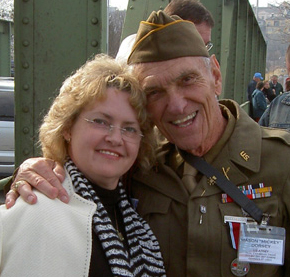
Anna Rosmus e Mickey Dorsey.

Anna Rosmus, também conhecida como Anja Rosmus-Wenninger, é uma autora e pesquisadora alemã nascida em 1960 em Passau, Baviera.

## Biografia
Aos 16 anos, Rosmus começou a se interessar pela história contemporânea, especialmente a do Terceiro Reich, assunto que mal era mencionado na escola. Incentivada por seu pai, um diretor, ela participou de um concurso nacional de redação que abordava a história de sua cidade durante os anos pré-guerra. Alguns moradores proeminentes afirmaram que a comunidade permaneceu intocada pela guerra e outros se elogiaram por sua suposta resistência política contra a ditadura . Rosmus descobriu recortes de jornais e outros materiais de arquivo mostrando que líderes locais e membros de famílias proeminentes da cidade eram membros ativos do Partido Nazista muito antes da guerra, e ajudaram a reunir cerca de 400 judeus da cidade para enviar para campos de concentração . Seu ensaio, "Minha cidade natal durante o Terceiro Reich", ganhou um prêmio.
Os esforços de Rosmus não foram bem recebidos por muitos habitantes, mas aos 20 anos ela continuou com sua pesquisa. Após mais questionamentos de alguns dos anciãos de Passau, Rosmus encontrou uma conspiração de silêncio e recusa em fornecer informações . Após três anos de perseverança e litígio, ela finalmente teve acesso aos arquivos da prefeitura. Ela descobriu que vários campos de concentração, trabalho forçado e prisioneiros de guerra foram construídos dentro e ao redor da cidade .
Rosmus escreveu seu primeiro livro, Resistance and Persecution - The Case of Passau 1933–1939, que foi publicado em 1983 . Sem se deixar intimidar por ameaças, ela escreveu Exodus - In the Shadow of Mercy, um livro com foco na situação dos judeus de Passau durante o século XX. Seu trabalho continuou a causar alvoroço sem precedentes, bem como elogios internacionais . 

## The Nasty Girle grandes produções de TV
- Em 1985, o trabalho de Rosmus atraiu a atenção do diretor Michael Verhoeven . Ele escreveu e dirigiu Das schreckliche Mädchen ( The Nasty Girl ), um filme de 1990 em que Lena Stolze interpreta Sonja Wegmus, uma versão fictícia de Rosmus. O filme recebeu o prêmio BAFTA de Melhor Filme não em Língua Inglesa e foi indicado ao Oscar de Melhor Filme Estrangeiro em 1991.
- Em 1986, a estação de TV alemã ARD transmitiu o documentário WDR de 45 minutos de Felix Kuballa, Von deutscher Toleranz .
- Em 1988, a estação de TV alemã ARD mostrou o documentário de 90 minutos da Radio Bremen de Henning Stegmüller, de 1987, Gegen den Strom, sobre Anna Rosmus.
- Em 1990, a estação de TV alemã ZDF mostrou o documentário de 1987 de Michael Verhoeven, Das Mädchen und die Stadt, sobre Anna Rosmus.
- 1994/95, Felix Kuballa (WDR) produziu o documentário Das Schreckliche Mädchen na América . ARD apresentou versões de 60 minutos e 45 minutos.

## Emigração para os Estados Unidos
Em agosto de 1994, após constante assédio e ameaças de morte da comunidade local, Rosmus e suas filhas se mudaram para os Estados Unidos . Eles se estabeleceram na área de Washington, DC.. Desde a formatura de sua filha mais nova no ensino médio, Rosmus mora perto de Chesapeake Bay, em Maryland.